# Dysmicoccus
Dysmicoccus är ett släkte av insekter som beskrevs av Ferris 1950. Dysmicoccus ingår i familjen ullsköldlöss.

## Dottertaxa tillDysmicoccus, i alfabetisk ordning[1][2]
- Dysmicoccus acaciarum
- Dysmicoccus aciculus
- Dysmicoccus aggeris
- Dysmicoccus ambiguus
- Dysmicoccus amnicola
- Dysmicoccus angustus
- Dysmicoccus anicus
- Dysmicoccus arcanus
- Dysmicoccus aurantius
- Dysmicoccus badachshanicus
- Dysmicoccus banksi
- Dysmicoccus bispinosus
- Dysmicoccus boninsis
- Dysmicoccus brachydactylus
- Dysmicoccus brevipes
- Dysmicoccus bundooranus
- Dysmicoccus busoensis
- Dysmicoccus cameronensis
- Dysmicoccus carens
- Dysmicoccus casuarinarum
- Dysmicoccus celmisicola
- Dysmicoccus cocotis
- Dysmicoccus comitatus
- Dysmicoccus coorongae
- Dysmicoccus crassisetosus
- Dysmicoccus cucurbitae
- Dysmicoccus dactylus
- Dysmicoccus darienensis
- Dysmicoccus delitescens
- Dysmicoccus dengwuensis
- Dysmicoccus dennoi
- Dysmicoccus desertorum
- Dysmicoccus difficilis
- Dysmicoccus diodium
- Dysmicoccus fimbriatulus
- Dysmicoccus finitimus
- Dysmicoccus formicicola
- Dysmicoccus glandularis
- Dysmicoccus grassii
- Dysmicoccus hambletoni
- Dysmicoccus hilli
- Dysmicoccus howrahicus
- Dysmicoccus hurdi
- Dysmicoccus hylonomus
- Dysmicoccus hypogaeus
- Dysmicoccus innermongolicus
- Dysmicoccus inquilinus
- Dysmicoccus insulae
- Dysmicoccus jenniferae
- Dysmicoccus jizani
- Dysmicoccus joannesiae
- Dysmicoccus junceus
- Dysmicoccus kaiensis
- Dysmicoccus kazanskyi
- Dysmicoccus kozari
- Dysmicoccus laporteae
- Dysmicoccus lasii
- Dysmicoccus lemmatus
- Dysmicoccus lepidii
- Dysmicoccus mackenziei
- Dysmicoccus macrozamiae
- Dysmicoccus mangaianus
- Dysmicoccus mcdanieli
- Dysmicoccus merrilli
- Dysmicoccus milleri
- Dysmicoccus mollis
- Dysmicoccus morrisoni
- Dysmicoccus moundi
- Dysmicoccus mundaringae
- Dysmicoccus neobrevipes
- Dysmicoccus nesophilus
- Dysmicoccus notialis
- Dysmicoccus obesus
- Dysmicoccus ornatus
- Dysmicoccus oryzae
- Dysmicoccus papuanicus
- Dysmicoccus patulae
- Dysmicoccus pauper
- Dysmicoccus perissus
- Dysmicoccus pietroi
- Dysmicoccus pinicolus
- Dysmicoccus polymeris
- Dysmicoccus probrevipes
- Dysmicoccus prochilus
- Dysmicoccus queenslandianus
- Dysmicoccus quercicolus
- Dysmicoccus racemus
- Dysmicoccus radicis
- Dysmicoccus rapaneae
- Dysmicoccus roseotinctus
- Dysmicoccus rupestris
- Dysmicoccus ryani
- Dysmicoccus salmonacea
- Dysmicoccus saustralis
- Dysmicoccus senegalensis
- Dysmicoccus shintenensis
- Dysmicoccus sylvarum
- Dysmicoccus texensis
- Dysmicoccus tibouchinae
- Dysmicoccus timberlakei
- Dysmicoccus triadus
- Dysmicoccus trispinosus
- Dysmicoccus vaccinii
- Dysmicoccus vacuatus
- Dysmicoccus walkeri
- Dysmicoccus waustensis
- Dysmicoccus victorianus
- Dysmicoccus williamsi
- Dysmicoccus wistariae
- Dysmicoccus viticis